# Rabat-les-Trois-Seigneurs
Rabat-les-Trois-Seigneurs település Franciaországban, Ariège megyében. Lakosainak száma 368 fő (2022. január 1.). Rabat-les-Trois-Seigneurs Bédeilhac-et-Aynat, Génat, Gourbit, Massat, Le Port, Saurat, Surba, Tarascon-sur-Ariège és Val-de-Sos községekkel határos.

## Népesség
A település népességének változása:
| Lakosok száma | 260  | 311  | 298  | 281  | 341  | 352  | 356  | 366  | 368  | 368  |
|               | 1968 | 1982 | 1990 | 2006 | 2013 | 2015 | 2017 | 2019 | 2020 | 2022 |